# Grand Prix cycliste de Gatineau 2017
La 9e édition du Grand Prix cycliste de Gatineau a eu lieu le 20 mai 2017. La course fait partie du calendrier international féminin UCI 2017 en catégorie 1.1. L'épreuve est remportée par la Canadienne Leah Kirchmann.

## Parcours
Après un grand circuit parcouru deux fois avec l'ascension de Camp Fortune, le parcours effectue cinq tours de 9,4 km.

## Récit de course
Les premières échappées sont Emily Marcolini et Emily Flynn. Elles sont reprises avant d'atteindre le sommet de la côte de la partie en ligne du circuit sous l'impulsion de l'équipe du Canada. Sur le circuit urbain, Lucy Bechtel attaque et obtient une avance de trente secondes. Elle se maintient deux tours en tête avant que le peloton ne la reprenne. Dans le final, Steph Roorda tente également sans succès. La course conclut par un emballage final. Kirsti Lay lance le sprint pour Leah Kirchmann qui s'impose facilement. Kirsti Lay résiste au retour des autres coureuses et prend la deuxième place.

## Classements

### Classement final
| \| Classement général \| Classement général \| Classement général \| Classement général \| Classement général \| \| Coureuse \| Coureuse \| Pays \| Équipe \| Temps \| \| ------------------ \| ------------------ \| ------------------ \| ------------------------- \| ------------------ \| \| 1re \| Leah Kirchmann \| Canada \| Canada \| 2 h 50 min 21 s \| \| 2e \| Kirsti Lay \| Canada \| Canada \| + 0 s \| \| 3e \| Kendall Ryan \| États-Unis \| Tibco-Silicon Valley Bank \| + 0 s \| \| 4e \| Joëlle Numainville \| Canada \| Québec \| + 0 s \| \| 5e \| Lauren Stephens \| États-Unis \| Tibco-Silicon Valley Bank \| + 0 s \| \| 6e \| Mandy Heintz \| États-Unis \| Visit Dallas DNA \| + 0 s \| \| 7e \| Rebecca Wiasak \| Australie \| \| + 0 s \| \| 8e \| Íngrid Drexel \| Mexique \| Tibco-Silicon Valley Bank \| + 0 s \| \| 9e \| Karlee Gendron \| Canada \| \| + 0 s \| \| 10e \| Michaela Drummond \| Nouvelle-Zélande \| Visit Dallas DNA \| + 4 s \| |                    |                  |                           |                 |
| |                    |                  |                           |                 |
| Source : ProCyclingStats |                    |                  |                           |                 |
| Classement général |                    |                  |                           |                 |
| Coureuse | Coureuse           | Pays             | Équipe                    | Temps           |
| 1re | Leah Kirchmann     | Canada           | Canada                    | 2 h 50 min 21 s |
| 2e | Kirsti Lay         | Canada           | Canada                    | + 0 s           |
| 3e | Kendall Ryan       | États-Unis       | Tibco-Silicon Valley Bank | + 0 s           |
| 4e | Joëlle Numainville | Canada           | Québec                    | + 0 s           |
| 5e | Lauren Stephens    | États-Unis       | Tibco-Silicon Valley Bank | + 0 s           |
| 6e | Mandy Heintz       | États-Unis       | Visit Dallas DNA          | + 0 s           |
| 7e | Rebecca Wiasak     | Australie        |                           | + 0 s           |
| 8e | Íngrid Drexel      | Mexique          | Tibco-Silicon Valley Bank | + 0 s           |
| 9e | Karlee Gendron     | Canada           |                           | + 0 s           |
| 10e | Michaela Drummond  | Nouvelle-Zélande | Visit Dallas DNA          | + 4 s           |

### Points UCI
| Position,          | 1er | 2e | 3e | 4e | 5e | 6e | 7e | 8e | 9e | 10e | 11e | 12e | 13e | 14e | 15e | 16e | 17e | 18e |
| Classement général | 80  | 60 | 45 | 35 | 30 | 25 | 21 | 18 | 15 | 12  | 10  | 8   | 6   | 5   | 4   | 3   | 2   | 1   |

## Organisation et règlement

### Primes
L'épreuve attribue les primes suivantes :
| Position | 1er   | 2e    | 3e    | 4e    | 5e    | 6e    | 7e    | 8e    | 9e    | 10e  |
| Prix     | 379 € | 326 € | 272 € | 164 € | 152 € | 141 € | 130 € | 119 € | 109 € | 97 € |

La onzième place donne 87 €, la douzième 76 €, la treizième 66 €, la quatorzième 52 €, la quinzième place 42 €, et celles de seize à vingt 28 €.